# Ipomoea ochracea
Ipomoea ochracea là một loài thực vật có hoa trong họ Bìm bìm. Loài này được (Lindl.) G. Don mô tả khoa học đầu tiên năm 1837.

## Hình ảnh

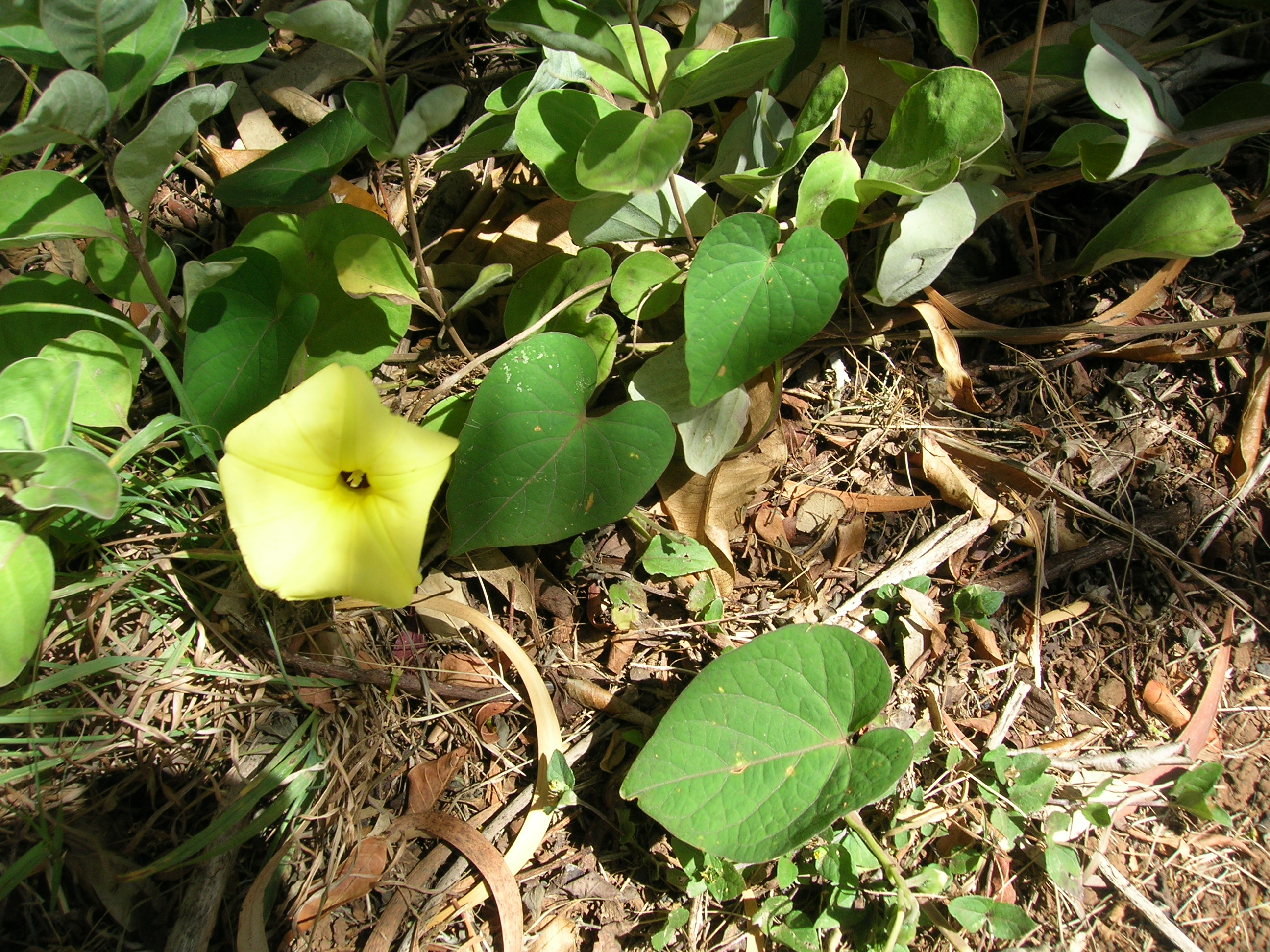
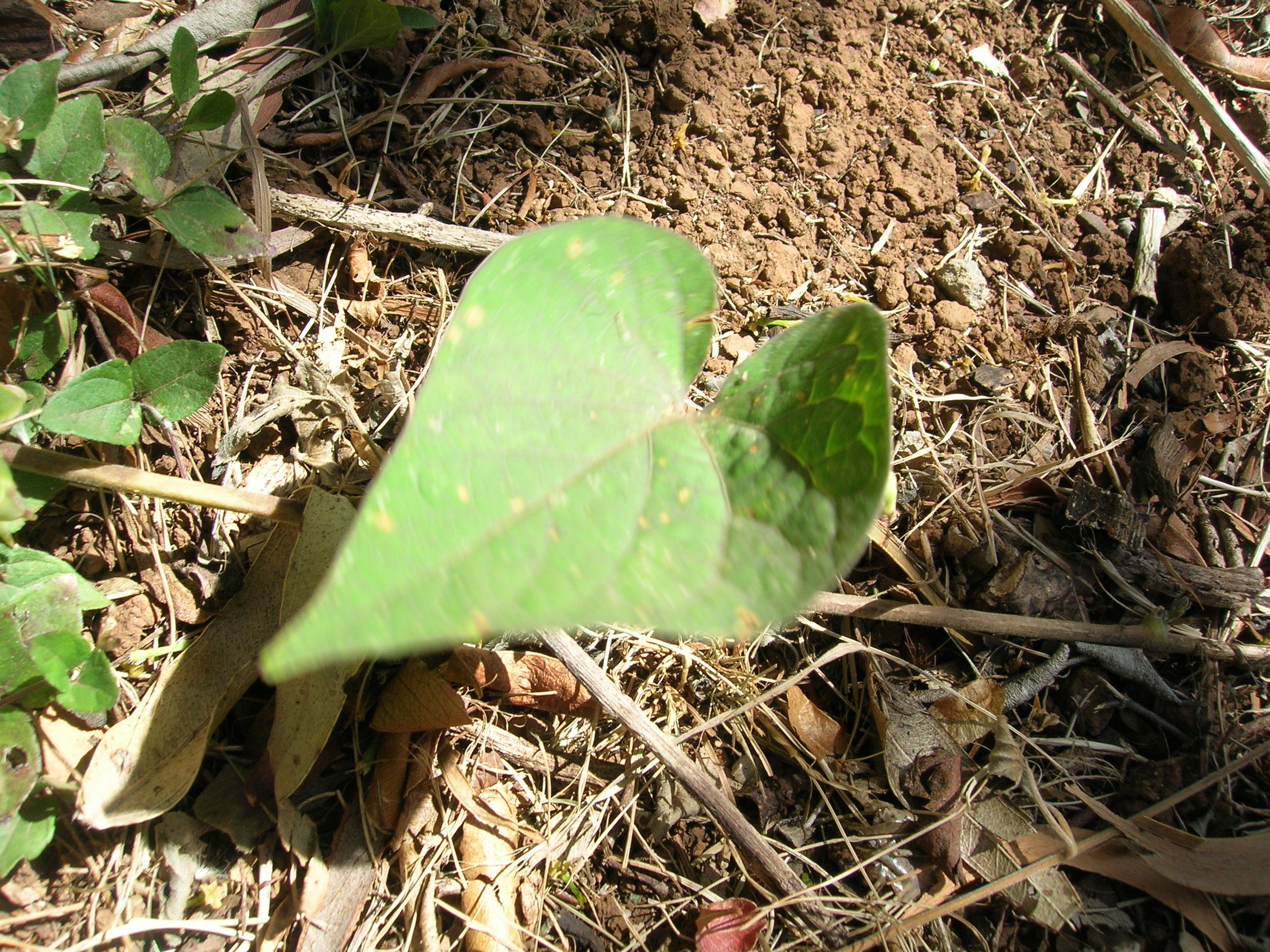
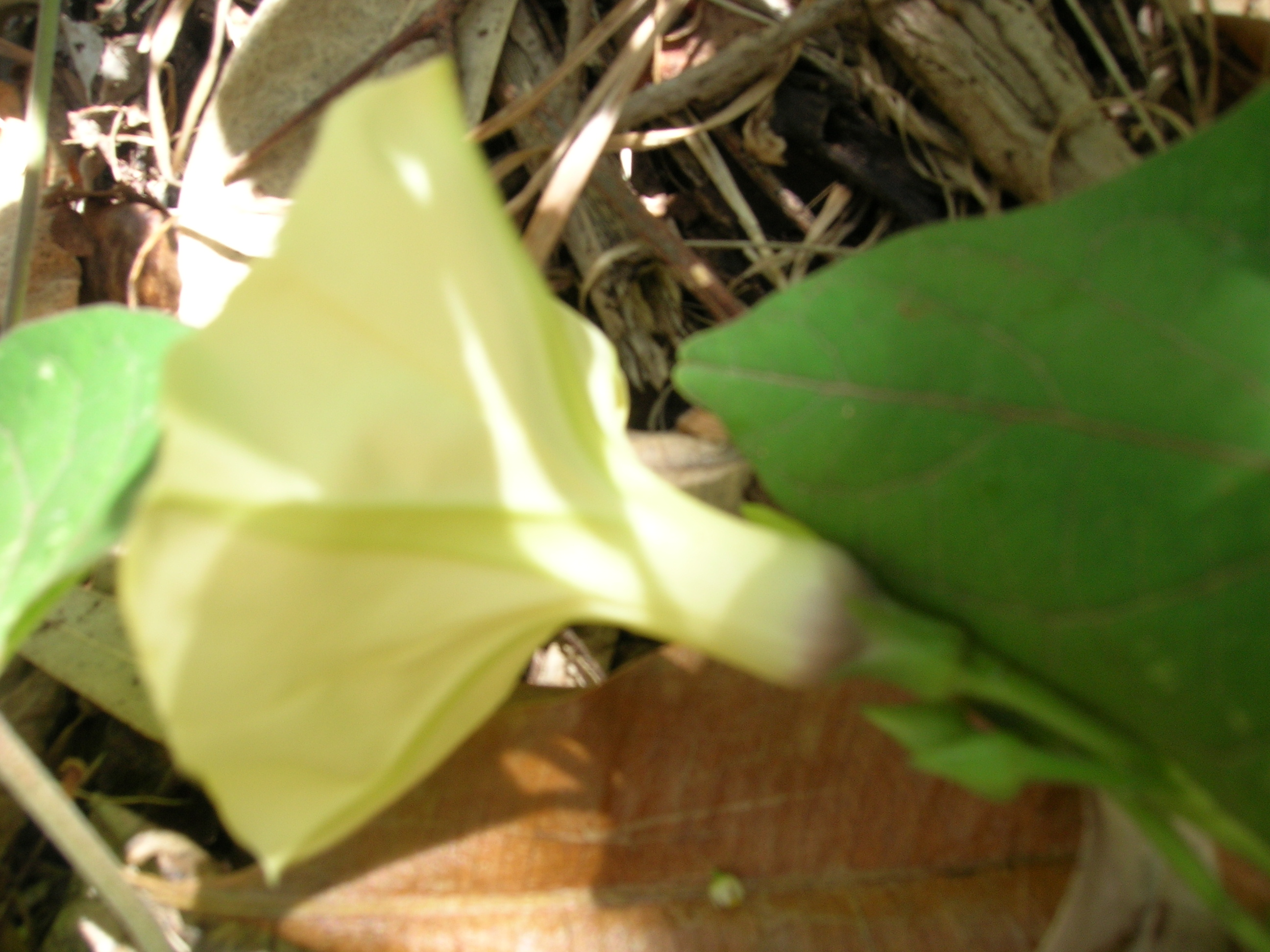
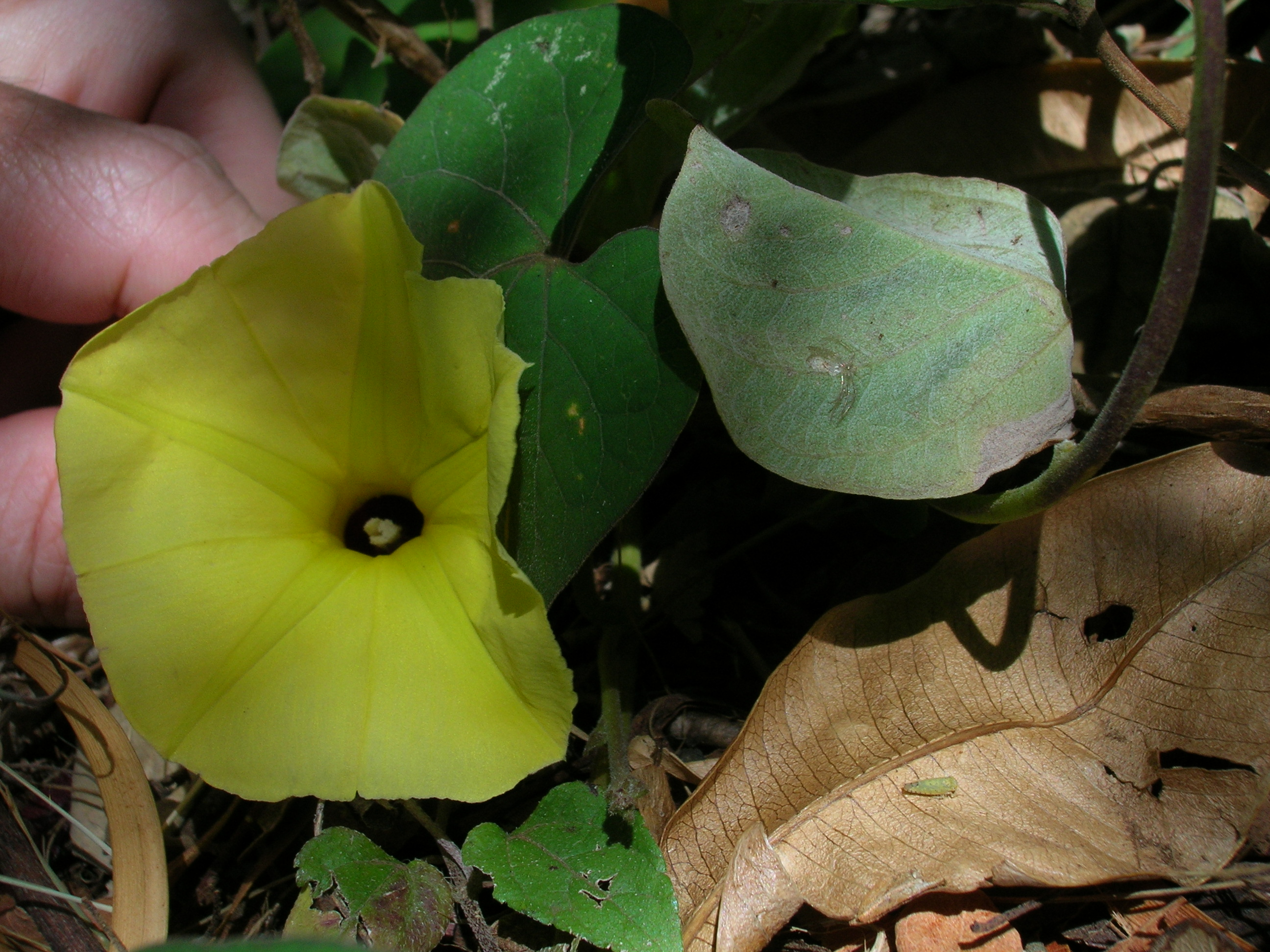